# Berghausen (Blindheim)
Berghausen ist ein Gemeindeteil von Blindheim im schwäbischen Landkreis Dillingen an der Donau in Bayern. Das Dorf liegt zwei Kilometer nördlich von Unterglauheim auf der Südabdachung der Schwäbischen Alb zum Donautal hin.

## Geschichte
Berghausen wurde erstmals 1156 als „Berchuson“ überliefert. Der Ort ist vermutlich als Ausbausiedlung von Unterglauheim oder Blindheim entstanden. Ein nach dem Ort benanntes Adelsgeschlecht ist von 1209 bis 1264 nachgewiesen. Bayern erhielt durch das konradinische Erbe 1268 Besitz in Berghausen und konnte bis zum Spätmittelalter die Landeshoheit durchsetzen. Ebenfalls Grundbesitz im Ort hatte das Kloster Kaisheim und das Dominikanerinnenkloster in Dillingen, das auch den Zehnt innehatte. Im Jahr 1704 wurde Berghausen von französischen Truppen während des Spanischen Erbfolgekriegs in Brand gesteckt.

## Religionen
Berghausen wurde 1858 von der Pfarrei Blindheim abgetrennt und der neu geschaffenen Pfarrkuratie Unterglauheim zugeteilt, die 1903 zur Pfarrei erhoben wurde. 

## Baudenkmäler
Siehe: Liste der Baudenkmäler in Berghausen

## Bodendenkmäler
Siehe: Liste der Bodendenkmäler in Blindheim